# Armand Joseph Bruat

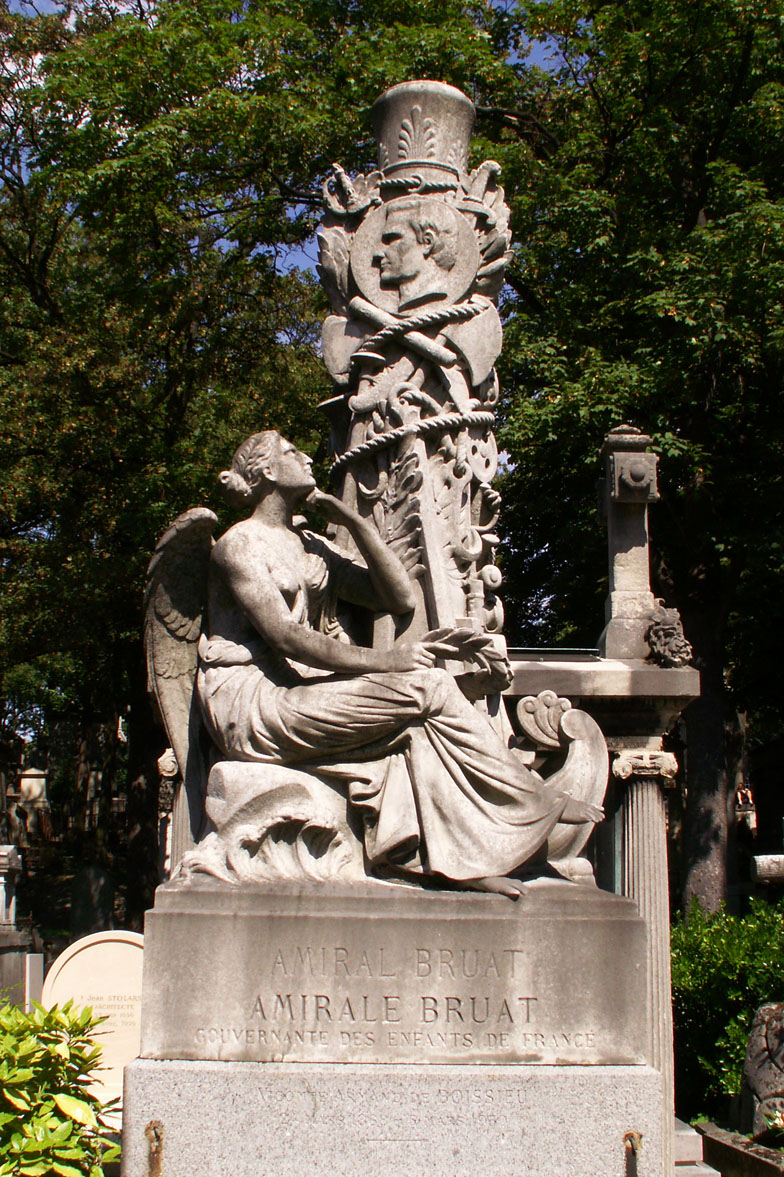
Armand Joseph Bruats grav på Pere-Lachaisekyrkogården i Paris

Armand Joseph Bruat, född 26 maj 1796 och död 19 november 1855, var en fransk sjömilitär.
Bruat inträdde 1811 i franska marinen och deltog med utmärkelse i slaget vid Navarino 1827. Under expeditionen mot Algeriet blev Bruat tillfångatagen, och använde då fångenskapen till militära undersökningar och bidrog därigenom väsentligt till staden Algers intagande. Han blev 1843 guvernör av Marquesasöarna, konteramiral 1846 och guvernör över Martinique 1849. 1852 befordrades han till viceamiral och förde under Krimkriget befälet över en eskader av franska svartahavsflottan. Med den utförde han flera lyckade expeditioner och intog 17 oktober 1855 Kinburn. Samma år utnämndes Bruat till amiral, men dog under hemfärden till Frankrike.